# Полифония
 Тази статия е за музикалния термин.  За литературния – вижте полифония (литература).  
Полифонията (от старогръцки: πολύς – „много“ и φονή – „звуча“) е един от основните, наред с хомофонията, вид на музикалното многогласие. Полифонията се основава на „равноправието“, на „равнопоставеността“ между изпълнителите на дадено музикално произведение, между инструментите или музикалните партии. Често терминът неправилно се отъждествява с понятието „контрапункт“ – макар и твърде припокриващи се, двете понятия имат и съществени отлики.
В разговорния език често се говори за „полифония“ извън строго музикалния смисъл на термина. В тези случаи става дума именно за някакво „многогласие“, не непременно подчиняващо се на принципите на полифонията.

## Полифония и хомофония
В представите на съвременния масов слушател многогласната музика се асоциира с предимно хомофонични произведения, т.е. един водещ инструмент и придружаващи го ансамбли. Тук е и основното отличие на полифонията – при спазването на основните закони на хармонията, полифонията равнопоставя отделните музикални партии, като хармоничното единство се търси в съгласуването на отделните мелодични линии, а не на принципа соло – акомпанимент.

## Класически полифонични жанрове
Най-известните полифонични жанрове са музикалният канон и фугата. Те съществуват и като самостоятелни музикални произведения, но обикновено, особено в по-късната музика (след втората половина на 18 век), са части от по-големи творби – сюити, сонати, концерти, симфонии. В чист вид полифоничната музика почти отсъства след творчеството на предкласиците, чиито творби обаче почти изцяло се подчиняват на нейните принципи.

## Кратка история
Полифоничното начало е основополагащо при творчеството на предкласиците, за връх на полифоничното майсторство се приемат творбите на Йохан Себастиан Бах. Още от началото на 18 век обаче, особено във връзка с излизането на преден план на операта като жанр, полифонията отстъпва водещото си място на хомофонията. Творци като Лудвиг ван Бетховен, сами създали блестящи полифонични образци, не крият отвращението си към нея (става дума по-скоро дума за бунт към формалностите, които музикалната теория налага през това време, отколкото за възражения към самата полифония). На по-късен етап за полифония в чистия ѝ вид вече е трудно да се говори, въпреки това дори модерни композитори като Паул Хиндемит, Кшищоф Пендерецки и Алфред Шнитке нерядко се връщат към оригиналните ѝ форми.